# Adamsia fusca
Adamsia fusca är en havsanemonart som först beskrevs av Jean René Constant Quoy och Joseph Paul Gaimard 1833.  Adamsia fusca ingår i släktet Adamsia och familjen Hormathiidae. Inga underarter finns listade i Catalogue of Life.